# جيم كوري
جيم كوري (بالإنجليزية: Jim Corey)‏ هو ممثل أمريكي، ولد في 19 أكتوبر 1883 في الولايات المتحدة، وتوفي في 10 يناير 1956 بلوس أنجلوس في الولايات المتحدة.

## وصلات خارجية
- جيم كوري على موقع IMDb (الإنجليزية)
- جيم كوري على موقع ألو سيني (الفرنسية)
- جيم كوري على موقع أول موفي (الإنجليزية)
- جيم كوري على موقع قاعدة بيانات الأفلام السويدية (السويدية)
- جيم كوري على موقع قاعدة بيانات الفيلم (الإنجليزية)
- جيم كوري على موقع كينوبويسك (الروسية)